# Mathieu Cidre
Pas d'image ? Cliquez ici

a Compétitions nationales et continentales officielles uniquement.

b Matchs officiels uniquement.
Dernière mise à jour le 15 mai 2025.
Mathieu Cidre, né le 13 mars 1981 à Saint-Chinian (France), est un joueur international espagnol d'origine française de rugby à XV qui évolue au poste de talonneur. Il devient entraîneur après l'arrêt de sa carrière en 2013.

## Biographie
Mathieu Cidre naît le 13 mars 1981 à Saint-Chinian dans le département français de l'Hérault.
Il joue successivement pour l'AS Béziers, le SC Graulhet, le Blagnac SCR, le RC Massy puis à l'US Carcassonne.
Il met ensuite un terme à sa carrière professionnelle et devient entraîneur des espoirs de l'Union sportive carcassonnaise XV.
Après sa carrière de joueur, il revient à l'US Carcassonne pour diriger le centre de formation. En mars 2016, il devient entraîneur des avants de l'équipe première en Pro D2.
En septembre 2021, il intègre la 12e promotion 2021-2023 du DU Manager Général du CDES de Limoges.
Il rejoint le Rugby Club Vannes comme entraîneur des avants pour la saison 2023-2024.
En 2025, il est engagé comme futur entraîneur des avants de l'USA Perpignan.

## Parcours et résultats en tant qu'entraîneur
| Saison      | Club              | Division                                                     | Poste  | Classement                 | Coupe d'Europe | Challenge européen |
| ----------- | ----------------- | ------------------------------------------------------------ | ------ | -------------------------- | -------------- | ------------------ |
| 2016 - 2017 | US Carcassonne    | Pro D2                                                       | Avants | 9e                         | -              | -                  |
| 2017 - 2018 | US Carcassonne    | Pro D2                                                       | Avants | 14e                        | -              | -                  |
| 2018 - 2019 | US Carcassonne    | Pro D2                                                       | Avants | 11e                        | -              | -                  |
| 2019 - 2020 | US Carcassonne    | Pro D2                                                       | Avants | 10e (arrêt du championnat) | -              | -                  |
| 2020 - 2021 | US Carcassonne    | Pro D2                                                       | Avants | 8e                         | -              | -                  |
| 2021 - 2022 | US Carcassonne    | Pro D2                                                       | Avants | 5e, éliminé en barrages    | -              | -                  |
| 2022 - 2023 | US Carcassonne    | Pro D2                                                       | Avants | 15e, relégué en Nationale  | -              | -                  |
| 2023 - 2024 | Rugby Club Vannes | Championnat de France de rugby à XV de 2e division 2023-2024 | Avants | 1er, promu en Top 14       | -              | -                  |
| 2024 - 2025 | Rugby Club Vannes | Top 14                                                       | Avants | -                          | -              | -                  |

## Palmarès

### En club
- Vainqueur du Championnat de France de Fédérale 1 en 2010 avec l'US Carcassonne.

### En équipe nationale
- 25 sélections avec l'équipe d'Espagne
- Tournée en Argentine avec l'équipe de France des moins de 19 ans en 1999[11].

### Distinctions personnelles
- Nuit du rugby 2024 : Meilleur staff d'entraîneur de Pro D2 (avec Jean-Noël Spitzer, Yoann Boulanger et Goulven Le Garrec) pour la saison 2023-2024